# Achatina zwyczajna

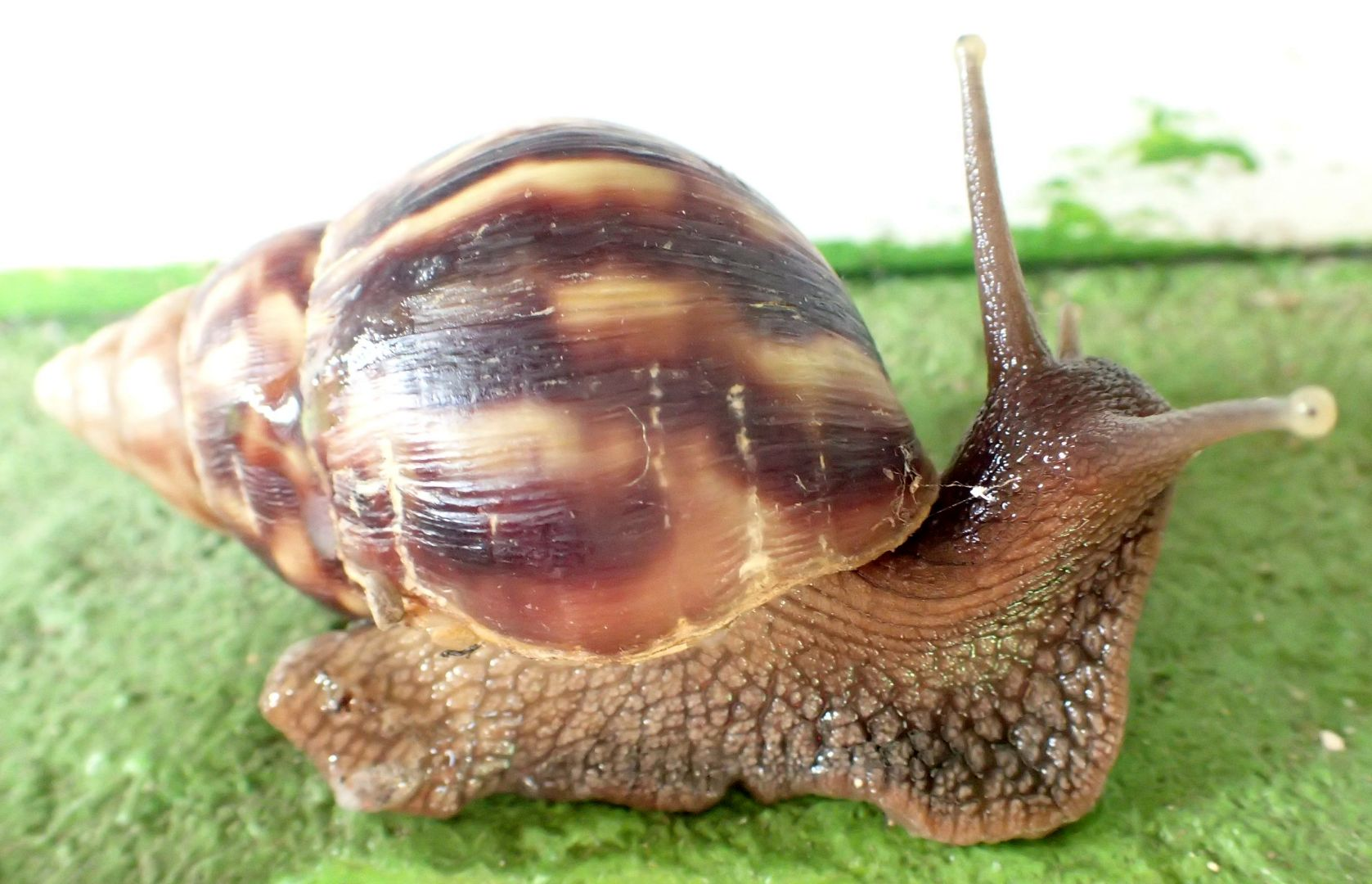

Achatina zwyczajna (Achatina achatina) – zachodnioafrykański gatunek lądowego ślimaka trzonkoocznego z rodziny Achatinidae.
Muszla tego ślimaka jest szeroka, jajowata, spiralnie skręcona, z regularnie stożkowym, stosunkowo krótkim wierzchołkiem. U w pełni dojrzałych osobników ma 7–8 skrętów. Osiąga zwykle 20 cm wysokości i 10 cm średnicy, ale spotykane są osobniki o muszli osiągającej 30 cm długości. Ubarwienie brązowe z zygzakowatymi smugami. Warga otworu muszli w kolorze czerwonego wina. 
Achatina zwyczajna prowadzi nocny tryb życia. Jest niewybrednym fitofagiem – żeruje na różnych gatunkach roślin. Może powodować szkody w uprawach. Lokalnie jest wykorzystywana w celach konsumpcyjnych oraz w handlu, jako zwierzę ozdobne. W Nigerii tworzone są komercyjne fermy hodowlane tego gatunku.